# Lu Yong
Dans ce nom chinois, le nom de famille, Lu, précède le nom personnel.
Lu Yong (chinois simplifié: 陆永; pinyin: Lù Yǒng), est un haltérophile chinois né le 1er janvier 1986 à Liuzhou (Guangxi).

## Carrière
Dans la catégorie des moins de 85 kg, Lu a gagné la médaille d'argent aux Championnats du monde d'haltérophilie 2005 mais il a fini sixième aux championnats du monde en 2007 à cause d'une entorse lors de la compétition.
Dans la catégorie des moins de 85 kg, il s'est qualifié pour la Chine et a par la suite remporté l'événement à l'été aux Jeux olympiques de 2008. Il remporte la médaille d'or aux Mondiaux de 2009.
Aux Jeux olympiques d'été de 2012 à Londres, il échoue à l'épaulé-jeté après avoir été en tête à l'arraché.